# No'am (politická strana)
No'am (hebrejsky נעם‎, doslova: Příjemnost, známá také jako Lazuz) je krajně pravicová politická strana v Izraeli. Byla založena v roce 2019 extrémně konzervativním proudem náboženského sionismu v okruhu náboženské školy (ješivy) ze čtvrti Har Choma v Jeruzalému, kterou vede rabín Cvi Thau. Hlavním cílem strany bylo prosadit politiky proti LGBTQ komunitě ve snaze, dle vlastních slov, „zachránit tradiční rodinu“. Ve volbách do Knesetu z roku 2021 byl zvolen lídr strany Avi Ma'oz. Strana je řazena mezi strany tzv. národního tábora.
Podle straníků jiné ortodoxní politické strany, jako jsou Židovský domov a Tkuma, nedostatečně hájily židovské zájmy. Zejména v potlačování LGBT komunit a ochraně tradiční rodiny. V roce 2021 se strana přidala do krajně pravicové náboženské předvolební aliance Náboženský sionismus, ve které byly také strany Tkuma a Židovská síla. Na společné kandidátní listině byl do Knesetu zvolen Avi Ma'oz. Aliance své spojenectví zopakovala i ve volbách z roku 2022. V listopadu 2022 No'am a Židovská síla z aliance vystoupily. Avi Ma'oz podpořil vznik šesté vlády Benjamina Netanjahua a získal funkci náměstka ministra při úřadu předsedy vlády. Měl na starosti portfolio školství.
V březnu 2025 Avi Ma'oz rezignoval na svou funkci náměstka. Rezignaci odůvodnil tvrzením, že se na ministerstvech spravedlnosti a školství šíří „deep state“ klika, která v tichosti zavádí „hyperprogresivistické, antižidovské a antinárodní politiky“. V červenci 2025, po odchodu ultraortodoxní strany Sjednocený judaismus Tóry z vlády, Ma'oz uvedl, že se již nepočítá za člena vládní koalice a tím vláda ztratila většinu.